# بوروبه
بوروبه (به عربی: بوروبة) یک شهرداری در الجزایر است که در استان الجزیره واقع شده‌است. بوروبه ۷۷٬۵۰۰ نفر جمعیت دارد.